# Frenštátská brázda
Frenštátská brázda je geomorfologický podcelek nacházející se ve středních částech Podbeskydské pahorkatiny. Rozkládá se na ploše o výměře 157,67 čtverečních kilometrů a její střední výška dosahuje 454,5 metru. Nejvyšším vrcholem je Žár (630,4 m n. m., jenž je součástí Radhošťského podhůří. Vyskytují se zde flyšové jílovce, břidlice a slezské pískovce. V minulosti se zde těžily pelosiderity železných rud, například v okolí Frýdlantu nad Ostravicí.